# 王予波
王 予波（おう よは、1963年1月 - ）は、中華人民共和国の官僚、政治家。河南省鎮平県出身。現職は雲南省人民政府省長兼党組書記、中国共産党雲南省委員会副書記。第12回、第13回全国人民代表大会代表。

## 経歴
1963年1月、河南省鎮平県で生まれる。1979年11月、彼は青海省ゴロク・チベット族自治州大武中学で教鞭を執っています。1984年に青海師範大学中文系を卒業後、同年、青海省班瑪県多貢麻郷団委書記に就任。1985年1月から青海省ゴロク・チベット族自治州の党校で教鞭をとる。1989年1月に青海省人民政府弁公庁へ入庁した。以後、主任科員、副処長、処長を歴任した。2000年1月、青海省科学技術委員会副主任に転任。2003年6月、青海省人民政府副秘書長に転出。翌年1月には弁公庁主任を兼務する。2008年2月、青海省教育庁庁長兼党組書記、省教育工作委員会書記に転任。2012年2月、西寧市党委員会副書記、市長、党組書記に転出。2015年5月、青海省党委員会常務委員兼秘書長に任命。2017年3月には青海省常務副省長、青海省行政学院院長、黄河（青海段）河長、青海省赤十字会会長を兼務する。
2019年5月、党務に転じて雲南省に赴任し、雲南省党委員会副書記に就任した。翌月には雲南省の党校の校長を兼任。さらに2020年11月には雲南省人民政府副省長、省長代行、党組書記を兼任する。2021年、雲南省第13期人民代表大会第4回会議で1月29日、省長代行の王予波が省長に選出された。